# Beatrice Keeler
Pour les articles homonymes, voir Keeler.
 (novembre 2017).
Améliorez-le ou discutez des points à vérifier. 
Beatrice Keeler, née à Kingston en Ontario le 29 octobre 1992, est une auteure-compositrice-interprète canadienne
Sa participation à la quatrième édition de l'émission La Voix (2016), où elle devient demi-finaliste de l'équipe de Pierre Lapointe, marque un tournant dans sa carrière. Un an plus tard, elle sort son premier album, Bygone, lancé en septembre 2017.
Depuis février 2017, elle est représentée par la maison de disque indépendante Productions Bros[réf. souhaitée].

## Biographie
Née le 29 octobre 1992 Beatrice Keeler grandit à Kingston en Ontario.
À 6 ans, elle apprend à jouer du piano et intègre alors le Conservatoire royal de musique de Toronto. En 2007, la chanteuse fonde un premier groupe de musique punk du nom de Colon Right Bracket. Elle reste avec eux de ses 14 à ses 17 ans. Durant ces trois années, les Colin Right Bracket participent notamment au concours le Govfest,  pour lequel ils gagnent le premier prix pour la « Meilleure chanson original e». Puis en 2009, elle crée un groupe indie alternatif du nom de Francisco Cream dans lequel elle est l'auteure-compositrice et interprète. Le groupe sort un EP, le 26 août 2012.

### Francisco Cream
En 12e année, Beatrice rencontre un garçon batteur avec qui elle fonde un nouveau groupe indie rock : Francisco Cream. Elle signe toutes les paroles et chante en plus de jouer de la guitare. Le groupe gagne un concours pour lequel le prix était 30 heures d’enregistrement dans un studio professionnel, ce qui leur permet d'enregistrer un EP.
En 2012, Francisco Cream participe au Canadian Music Week, ce qui leur permet de réaliser un concert à Toronto. Le groupe se dissout peu de temps après à la suite de la séparation du couple fondateur.

### La Voix
À l'automne 2015, Beatrice Keeler se présente aux Auditions à l'aveugle de la quatrième saison de l'émission musicale québécoise La Voix, diffusée à l'hiver 2016. Elle y interprète la chanson La Mer de Charles Trenet, une prestation pour laquelle se retournent les coachs Éric Lapointe, Ariane Moffatt et Pierre Lapointe. Beatrice choisit de se joindre à l'équipe de Pierre Lapointe, une décision qui la mène jusqu'à la demi-finale de La Voix, diffusée le 3 avril 2016. Elle cède alors la victoire à la candidate de l'équipe de Ariane Moffatt, Noémie Lorzema.

### Début de carrière
Début 2017, Beatrice signe avec la maison de disque indépendante Productions Bros, ce qui lui donne carte blanche pour enregistrer son tout premier album.
Beatrice Keeler présente en avril 2017 un spectacle à la Salle Claude Léveillée de la Place des Arts dans le cadre des Weekends de la chanson francophone. Beatrice Keeler interprète alors son tout premier spectacle en français.
Après une série de spectacles qui se termine en juin 2017, Beatrice Keeler prend une pause pour enregistrer son album dont les chansons étaient toutes déjà écrites.

### Premier album:Bygone
L'année 2017 marque un tournant important dans sa jeune carrière puisqu'elle lance, au mois de septembre de la même année, son tout premier album intitulé Bygone.
Le premier single Keep Astray, sort le 19 septembre 2017 soit dix jours avant la sortie de l'album. C'est la première chanson qu’elle a écrite après avoir emménagé dans son premier appartement à Montréal et ressuscitée lors des sessions de réalisation de Bygone. 
Produit en collaboration avec le jeune réalisateur Connor Seidel, Bygone est lancé sur toutes les plateformes que ce soit iTunes, Spotify, Bandcamp, Deezer, Google Play ou encore Amazon. L'album contient onze morceaux entièrement écrits et interprétés par Beatrice Keeler, à l'exception de la chanson Youth dont la mélodie a été composée par Pierre Lapointe et Philippe B. La jeune auteure-compositrice-interprète y joue également de la guitare.
Bygone est vraiment un nouveau début musical pour la jeune chanteuse, utilisant tout ce qu'elle a appris pour offrir une expérience d'écoute cohérente qui révèle sa profondeur à chaque écoute. Essentiellement, l'album documente l'évolution qui s'est produite depuis que Beatrice a déménagé à Montréal en 2012. Bygone combine des sons plus lourds qu'elle a exploré auparavant avec son amour pour la musique acoustique. 

## Discographie

### Albums
- 2017 :  Bygone

### Singles
- 2017 : Keep Astray

### Autres
- 2012 : EP Francisco Cream

## Apparitions radiophoniques
- 2017 : Le 15-18, Radio Canada (4 octobre 2017)[19]
- 2017 : Gravel le matin, Radio Canada (6 octobre 2017)[20]

## Apparitions télévisuelles
- 2017 : Global Television Network (9 octobre 2016)[21]